# Maragunda, Sakleshpur
Maragunda là một làng thuộc tehsil Sakleshpur, huyện Hassan, bang Karnataka, Ấn Độ.